# Анна-Карін Каммерлінг
Анна-Карін Каммерлінг  (швед. Anna-Karin Kammerling, 19 жовтня 1980) — шведська плавчиня, олімпійська медалістка.

## Виступи на Олімпіадах
| Олімпіада   | Дисципліна                           | Місце  |
| ----------- | ------------------------------------ | ------ |
| Сідней 2000 | плавання на 50 метрів вільним стилем | 10     |
| Сідней 2000 | естафета 4 × 100 вільним стилем      | 3      |
| Сідней 2000 | плавання на 100 метрів, батерфляй    | 16     |
| Афіни 2004  | плавання на 50 метрів вільним стилем | 20     |
| Афіни 2004  | естафета 4 × 100 вільним стилем      | 7      |
| Афіни 2004  | плавання на 100 метрів, батерфляй    | 10     |
| Пекін 2008  | плавання на 50 метрів вільним стилем | =22    |
| Пекін 2008  | естафета 4 × 100 вільним стилем      | 11     |
| Пекін 2008  | комплексна естафета 4 × 100          | участь |